# Jonathan Benítez
Jonathan Óscar Benítez (* 4. September 1991 in Corrientes) ist ein argentinischer Fußballspieler, der hauptsächlich als Mittelfeldspieler eingesetzt wird. 

## Karriere
Jonathan Benítez kam als kleiner Junge mit seiner Familie nach Buenos Aires und erkämpfte sich einen Platz in der Jugendmannschaft des Quilmes AC. Im Alter von 13 Jahren musste er zurück in seine Heimatstadt Corrientes, um nach der Inhaftierung seines Vaters als Straßenverkäufer für den Unterhalt seiner Familie zu arbeiten. Mit 17 Jahren kehrte er zum Fußball zurück und absolvierte ein Probetraining bei den Boca Unidos in der Primera Nacional B, die ihn schließlich verpflichteten, so dass Benítez seine Karriere wieder aufnahm. Nach einer Leihe an Racing de Córdoba und einer zweiten Phase bei Boca Unidos wurde er Mitte 2014 vom CD Magallanes aus der chilenischen Primera B unter Vertrag genommen.
In der darauffolgenden Saison gelang ihm der Sprung in die chilenische Primera División mit einem Wechsel zum CD Cobresal. Für die nächste Saison unterschrieb er bei Universidad de Concepción und schloss sich zur Saison 2019 dem Klub Coquimbo Unido an. Im Dezember 2019 wurde er schließlich als neuer Spieler vom CD Palestino vorgestellt.